# 171. pehotna brigada (ZDA)
171. pehotna brigada (izvirno angleško 171st Infantry Brigade) je pehotna brigada Kopenske vojske Združenih držav Amerike. Brigada je nastanjena v Fort Jacksonu v Južni Karolini in je namenjena urjenju ameriških vojakov.